# 박준서 (배우)
박준서(본명 : 박선우, 1974년 1월 19일 ~ )는 대한민국의 영화 배우이다.

## 학력
- 서울예술대학 연극

## 출연

### 영화
- 2012년 《타워》 - 부관 역
- 2010년 《퀴즈왕》 - 박준서 역
- 2009년 《굿모닝 프레지던트》 - 창면 수행원 역
- 2007년 《바르게 살자》 - 저격수 1 역
- 2006년 《거룩한 계보》 - 주사기 역
- 2006년 《다섯 계의 시선》 - 조 계장 역
- 2005년 《강력3반》 - 후레쉬 역
- 2005년 《박수칠 때 떠나라》 - 벨보이 역
- 2005년 《고마운 사람》 - 조 계장 역
- 2004년 《아는 여자》 - 도둑 역
- 2002년 《광복절 특사》 - 꼴통교도 역
- 2002년 《라이터를 켜라》 - 고등학교 동창 역
- 2002년 《재밌는 영화》 - 대원 4 역
- 2002년 《공공의 적》 - 사내 역
- 2001년 《화산고》 - 하키부 주장 역
- 2001년 《봄날은 간다》 - 상우 친구 택시기사 정우 역
- 2001년 《신라의 달밤》 - 부시시 머리 역
- 2000년 《단적비연수》 - 화산족 청년 역
- 1999년 《주유소 습격 사건》 - 용가리 수하 역

### TV 드라마
- 2009년 KBS2 《남자 이야기》 - 제벌2세 클럽수장 데니 역
- 2008년 KBS2 《최강칠우》
- 2007년 수퍼액션 《도시괴담 데자뷰》
- 2007년 OCN 《천일야화》 - segment 빨간 하이힐 - 조명인 역
- 2004년 SBS 《파란만장 미스김 10억 만들기》

### 예능
- 2011년 《SNL코리아 시즌1》 - 크루
- 2013년 《더 폰 코리아》 - Mr. X